# Supreme Court of Palau

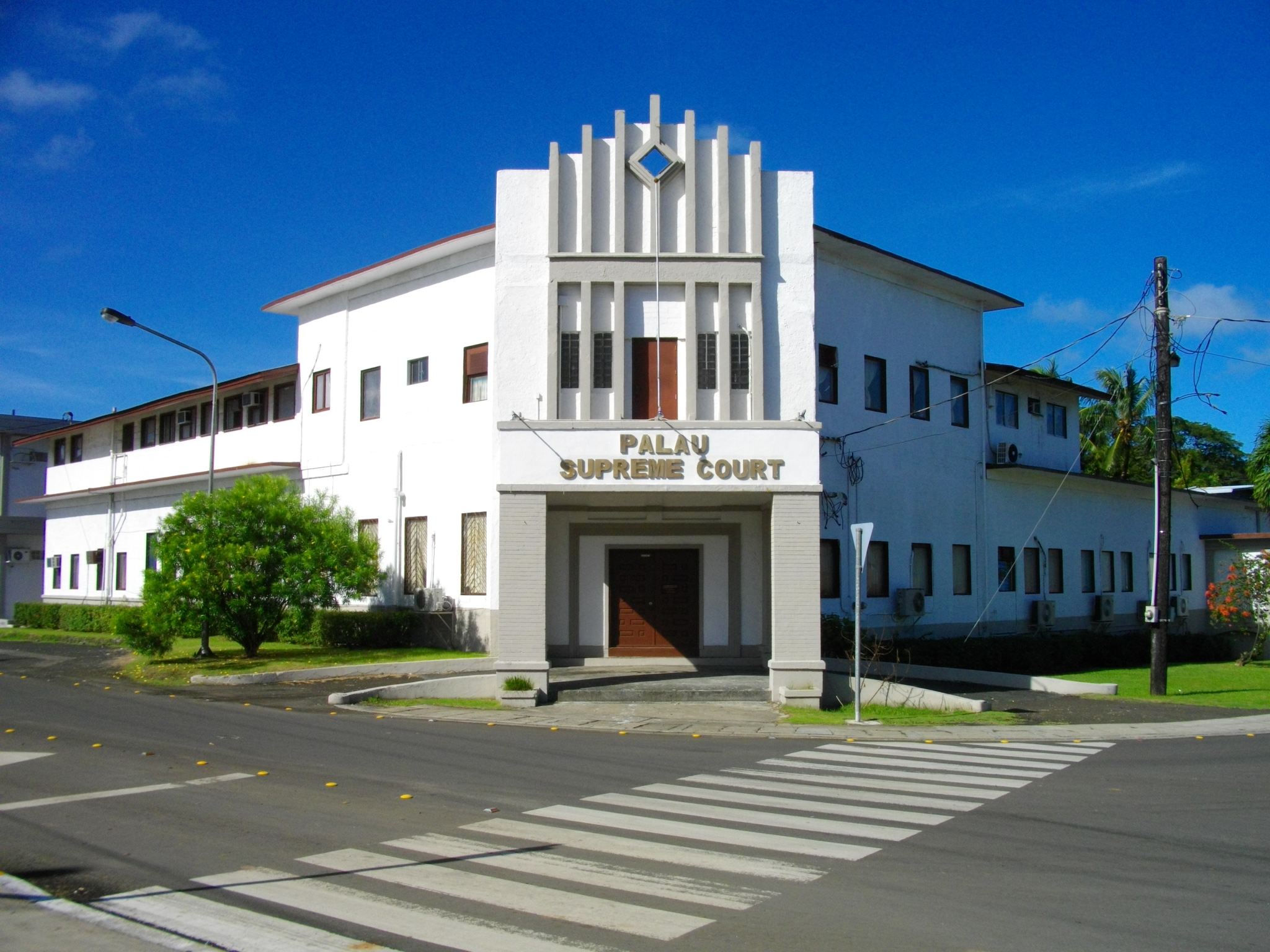
Supreme Court. Trial Division Building in Koror.

Der Supreme Court of Palau ist das Oberste Gericht des Inselstaates Palau im Pazifischen Ozean.

## Verfassungsgrundlage
Art. X der Verfassung von Palau stattet das Oberste Gericht mit richterlicher Gewalt aus und sorgt für seine Arbeitsweise und Zuständigkeit. Der Oberste Gerichtshof ist in eine Prozesskammer (Trial Division) und eine Berufungskammer (Appellate Division) unterteilt. Fälle werden von einem einzigen Richter in der Prozesskammer entschieden und Berufungen werden von Gremien aus drei Richtern in der Berufungskammer verhandelt. Die Prozesskammer des Obersten Gerichtshofs ist für alle Zivilsachen über 10.000 Dollar sowie für Strafsachen zuständig, die nicht dem Court of Common Pleas und der Entscheidung über Landinteressen (adjudication of land interests) zugewiesen sind. Der Oberste Gerichtshof befasst sich auch mit Disziplinar- und anderen Sonderverfahren.
Der Gerichtspräsident (Chief Justice) Oldiais Ngiraikelau und die Beigeordneten Richter (Associate Justice) John K. Rechucher und Fred M. Isaacs sind derzeit in der Prozesskammer tätig. Leitende Richterin (Presiding Justice) in der Berufungskammer ist Kathleen M. Salii und Beigeordnete Richterin ist Lourdes F. Materne. Andere Richter werden je nach Bedarf eingeladen, als Associate Justices Pro Tempore oder Teilzeit-Associate Justices zu fungieren.

## Geschichte
Der Oberste Gerichtshof von Palau wurde 1981. Mamoru Nakamura war der erste Vorsitzende Richter des Obersten Gerichtshofs. Richter Nakamura wurde in Hawaii und Oregon ausgebildet und war in verschiedenen juristischen Funktionen in Mikronesien tätig, bevor er zum ersten mikronesischen Beigeordneten Richter am Obersten Gerichtshof des Treuhandgebiets der Pazifikinseln ernannt wurde. Bis zu seinem Tod im Jahr 1992 war er Palaus erster Oberster Richter. Im Jahr 2020, nach dem Rücktritt des langjährigen Obersten Richters Arthur Ngirakelsong, ernannte Präsident Thomas Remengesau Jr. den derzeitigen Obersten Richter, Oldiais Ngiraikelau, zum Obersten Richter.
Die Prozesskammer sitzt normalerweise in Koror, während die Berufungskammer hauptsächlich 45 Minuten entfernt in Palaus Hauptstadt Melekeok tagt. Das Gebäude, in dem sich das Gericht in Koror befindet, wurde ab etwa 1922 von der japanischen Verwaltung erbaut. Das Gebäude diente als Regierungsgebäude der Bezirksniederlassung Palau und beherbergte Steuererhebungs- und Verwaltungsbüros. Der Keller des Gebäudes diente als Gefängnis und ein formaler Garten befand sich im Innenhof. Das Gebäude beherbergte auch ein Amtsgericht, dem ein Richter vorstand. Das Berufungsgericht der Südseeverwaltung befand sich ebenfalls in Koror. Der Richter des Amtsgerichts Koror fungierte auch als Oberster Richter des Berufungsgerichts.
Während ein Großteil von Koror im Zweiten Weltkrieg zerstört wurde, blieb das Gerichtsgebäude erhalten. In den letzten Jahren wurde der Gerichtskomplex erweitert und um Anbauten erweitert, die nach Pablo Ringang, dem Vorsitzenden Richter des Justizgerichts und des Bezirksgerichts, und nach dem ehemaligen Obersten Richter Nakamura benannt sind. Der Komplex beherbergt heute den Court of Common Pleas, Gerichtssäle und Kammern für alle vier Richter des Obersten Gerichtshofs und die Singichi Ikesakes Law Library (benannt nach dem ersten vorsitzenden Richter des Court of Common Pleas) sowie Büros für Gerichtsschreiber, Verwaltung, Marshals, Bewährungshelfer, Generalstaatsanwalt (Attorney General) und Pflichtverteidiger.

## Oberste Richter

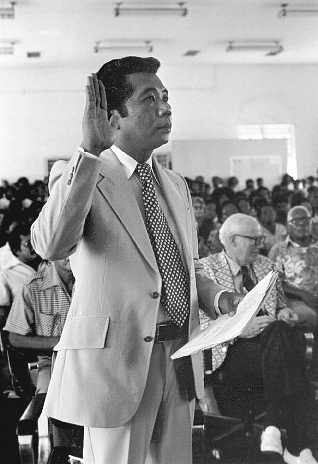
Mamoru Nakamura

| Name                | Amtsantritt      | Amtszeitende   | Anmerkungen |
| ------------------- | ---------------- | -------------- | ----------- |
| Mamoru Nakamura     | 1981             | 25. April 1992 | [ 4 ]       |
| Arthur Ngiraklsong  | 2. Dezember 1992 | August 2020    | [ 3 ]       |
| Oldiais Ngiraikelau | August 2020      |                | [ 3 ]       |